# 複文
複文（ふくぶん）とは、次に掲げるようなものをいう。
1. 文の中に名詞句（名詞節）があり、かつ、それに主語・述語が含まれているもの。
2. 自立語ではない接続語または接続部（接続語を含む連文節のこと）の後に、それを受ける文が続くもの。

## 概要
例えば、「太郎がきのう花子に会ったのは彼女の家だった」は「太郎がきのう花子に会った」と「･･･のは彼女の家だった」の2つの節に分けられ、それぞれに「会った」「彼女の家だった」という述語が含まれる。
英語など印欧語では、主語と述語が組み合わされた文（通常「主節」と呼称される）を従位接続詞(as,since,though,thatなど)や関係詞によって導かれた節（主語と述語の組み合わせを含む語の集合）が修飾ないし、文の要素となる構造の文をいう。つまり、一つの文の中に主語と述語によって構成される要素が複数存在し、重文のように並列的に二つの節が結ばれるのではなく、主節と従節と呼称されるように結ばれる節同士に階層性がある文をいう。一つの文に節が複数存在し、入れ子状の構造になっているとも言い換えられる。
英語などでは、主語も文および節の必須要素であり、主語を含む（さらには述語に主語の人称・数と時制が標示される）ものでないと節と呼ばない。従ってこれらの標示されない不定詞や分詞を使った構文は、単純に句が単文の修飾語や文の要素として含まれているだけであって、複文と呼ばない（日本語ではこのような限定はない）。

### 例文
- It was in Hanako's home (or house) that Tarou met Hanako yesterday. (複文/強調構文/「太郎がきのう花子に会ったのは彼女の家だった。」 /Itを形式上の主語とし、that以下を真主語を表現する名詞節ととらえるか、Hanako's home (or house) を修飾する関係副詞による形容詞節としてとらえるか議論がわかれるところであるが、主語と時制を伴う述語動詞が複数存在することには変わりがない。この場合、it was in Hanako's home (or house) が主節となる。)

- Yesterday Tarou met Hanako in her home (or house). (単文/in her home (or house)は副詞句としてTarou met Hanakoを修飾する。)

- Wounded and tired, he continued to work. (単文/分詞構文/副詞句/「けがをしていたし疲れていたが、彼は仕事を続けた。」/分詞構文という主語がなく時制がない副詞句が「彼は仕事を続けた。」という節を修飾している。)

- Though he was wounded and tired, he continued to work. (複文/副詞節/「仕事を続けた」という主節に重点があって、従位接続詞thoughに導かれた従節によって主節が修飾されている。従節にも主語と時制のある述語動詞が含まれる。）

- he was wounded and tired, but he continued to work. (重文/「彼はけがをしていたし疲れていた。しかし、仕事を続けた。」/「彼はけがをしていたし疲れていた。」という節と「しかし、(彼は)仕事を続けた。」という節が独立して並列的に結ばれ、修飾、被修飾の関係がない。)